# Soziale Dominanzorientierung
Soziale Dominanzorientierung (SDO) ist eine politische Einstellung. Menschen dieser Einstellung bevorzugen soziale Hierarchien, die Teil jeder sozialen Gesellschaft sind. Zusammen mit der politischen Einstellung des Autoritarismus (Right-Wing-Authoritarianism, kurz RWA) bildet SDO das stärkste Prädiktorenpaar für Vorurteile. Grundlage der sozialen Dominanzorientierung ist die Social Dominance Theory von Sidanius & Pratto (1999).

## Beschreibung
Es gibt natürliche Hierarchien in sozialen Gesellschaften, wie z. B. das Alter eines Menschen: Kinder dürfen weniger als Erwachsene. Daneben gibt es aber auch willkürliche Hierarchien (arbitrary-set), welche konstruiert sind, z. B. ethnische, religiöse Gruppen. In Letzteren findet man die stärksten Konflikte, hin bis zum Genozid. Wer eine hohe soziale Dominanzorientierung hat, bevorzugt Hierarchien, Dominanz und Ungleichheit in Gruppenbeziehungen. Dabei muss nicht einmal die eigene soziale Gruppe dominant sein. Personen mit hoher sozialer Dominanzorientierung unterstützen legitimierende Mythen (z. B. Vorurteile), die hierarchiefördernd sind. Die soziale Dominanzorientierung wird beeinflusst durch Persönlichkeit, Gruppenstatus, Sozialisation und dem Geschlecht.

## Findungs-/Prägungsprozesse
Menschen mit einer hohen Ausprägung an SDO suchen sich eher Tätigkeiten mit stärkerer Hierarchieausprägung. Berufe mit starken Hierarchien sind z. B. Feuerwehr oder Polizei. Auch die Tätigkeiten selbst prägen die Person und können zu einer Veränderung der Ausprägung auf dem Spektrum der SDO führen. So fördern Studiengänge wie Jura die soziale Dominanzorientierung, während sozialwissenschaftliche (wie z. B. Psychologie) die Ausprägung senkt. Das liegt daran, dass es in sozialwissenschaftlichen Fächern eher flache Hierarchien gibt und in Fächern wie Jura eher das Gegenteil der Fall ist.

## SDO und RWA
SDO (Soziale Dominanzorientierung) und RWA (Right-Wing-Authoritarianism, Autoritarismus als politische Einstellung) sind die beiden stärksten Prädiktoren für Vorurteile, Nationalismus und Ethnozentrismus. Sie korrelieren untereinander leicht bis mittelhoch. Allerdings sagen RWA und SDO Vorurteile gegenüber unterschiedlichen Gruppen vorher, basierend auf den zugrundeliegenden Motivationen. Während RWA v. a. Vorurteile gegenüber bedrohlichen Menschen wie z. B. Drogendealern vorhersagt, beziehen sich die Vorurteile hinsichtlich SDO auf statusniedrige Gruppen wie z. B. Arme, Behinderte oder Übergewichtige. Gleich gut sagen beide Vorurteile gegen Gruppen voraus, die statusniedriger und bedrohlich sind.